# Скиддо
Скиддо (англ. Skiddaw) — гора в национальном парке Озёрный край в Великобритании. С вершиной, находящейся на высоте 931 метр над уровнем моря, является четвёртой по высоте горой в Англии. Располагается к северу от города Кесвик (англ. Keswick) в Камбрии.

## Этимология
Название вероятно имеет кумбрийское происхождение, означающее «плечи», данное скорее всего по форме горы. По другой, получившей более широкое признание версии, название происходит от древнескандинавского «skyti» или «skut» + «haugr», означающего «холм лучника» или «холм выступающей скалы». Гора дала своё название близлежащему лесу «Skiddaw Forest».

## Упоминания в литературе
Гора упоминалась в следующих литературных произведениях:
- поэма «Эндимион» (англ. Endymion) Джона Китса[4]
- поэма «Армада» (англ. The Armada) Томаса Бабингтона Маколея[5]

## Интересные факты
В 1793 году английский мореплаватель Джон Хейз (англ. John Hayes), исследуя район залива Сторм острова Тасмания, достиг реки, которую он назвал Деруэнт в честь одноимённой реки в Камбрии, а также дал находящейся неподалёку горе название Скиддо, в честь горы, являющейся предметом этой статьи. Однако, если река в Тасмании по сей день носит название Деруэнт, то название горы впоследствии не прижилось, и сейчас она именуется Веллингтон.